# Patagón
Patagón, najjužniji ogranak sjeverozapadnih Cariban Indijanaca čiji se jezik svojevremeno govorio u Peruu oko modernog grada Jaen u departmanu Cajamarca. Vjerojatni su ogranak Pantagora s obala rijeke Magdalene u Kolumbiji.
Zbog malenog broja zabilježenih riječi iz njihovog jezika (svega 5), jezik patagon neki autori smatraju neklasificiranim.